# Panzerkampfwagen VII Löwe
Panzerkampfwagen VII Löwe (от немски: лъв) е дизайн за свръхтежък танк създаден от Круп за Нацистка Германия по време на Втората световна война. Проектът никога не напуска чертожната дъска и е спрян в края на 1942 г. в полза на Panzerkampfwagen VIII Maus.
Löwe е проектиран в два варианта:
- Leichter Löwe – екипаж от 5 души, двигател със 1000 к.с., маса от 76 тона, 100 мм челна броня, купол разположен в задната част на шасито, 105 мм високоскоростно оръдие L/70 и коаксиално разположена картечница, способен да развие до 27 км/ч.
- Schwerer Löwe – екипаж от 5 души, двигател със 1000 к.с., маса от 90 тона, 120 мм челна броня, купол разположен в централната част на шасито, 105 мм високоскоростно оръдие L/70 и коаксиално разположена картечница, способен да развие до 23 км/ч.

Когато е запознат с проекта Адолф Хитлер нарежда спирането на Leichter Löwe и редизайн на Schwerer Löwe, който трябва да разполага със 150 мм оръдие, 140 мм челна броня и максимална скорост от 30 км/ч.
Не са създавани прототипи. Някои елементи от дизайна на Schwerer Löwe са използвани при Königstiger, който се оказва скъп за производство и прекалено голям, за да преминава през малки мостове.